# Saeid Mollaei
Saeid Mollaei (født 5. januar 1992) er en iransk- mongolsk judoka.
Han repræsenterede Iran under sommer-OL 2016 i Rio de Janeiro, hvor han blev elimineret i anden runde.
I november 2019 fik han politisk asyl i Tyskland.
Under sommer-OL 2020 i Tokyo, som blev afholdt i 2021, vandt han sølv til Mongoliet.